# الزرق (الطفة)

تعديل مصدري - تعديل

الزرق هي إحدى قرى عزلة القويم بمديرية الطفة التابعة لمحافظة البيضاء، بلغ تعداد سكانها 83 نسمة حسب تعداد اليمن لعام 2004.